# Andelsbucher Türring

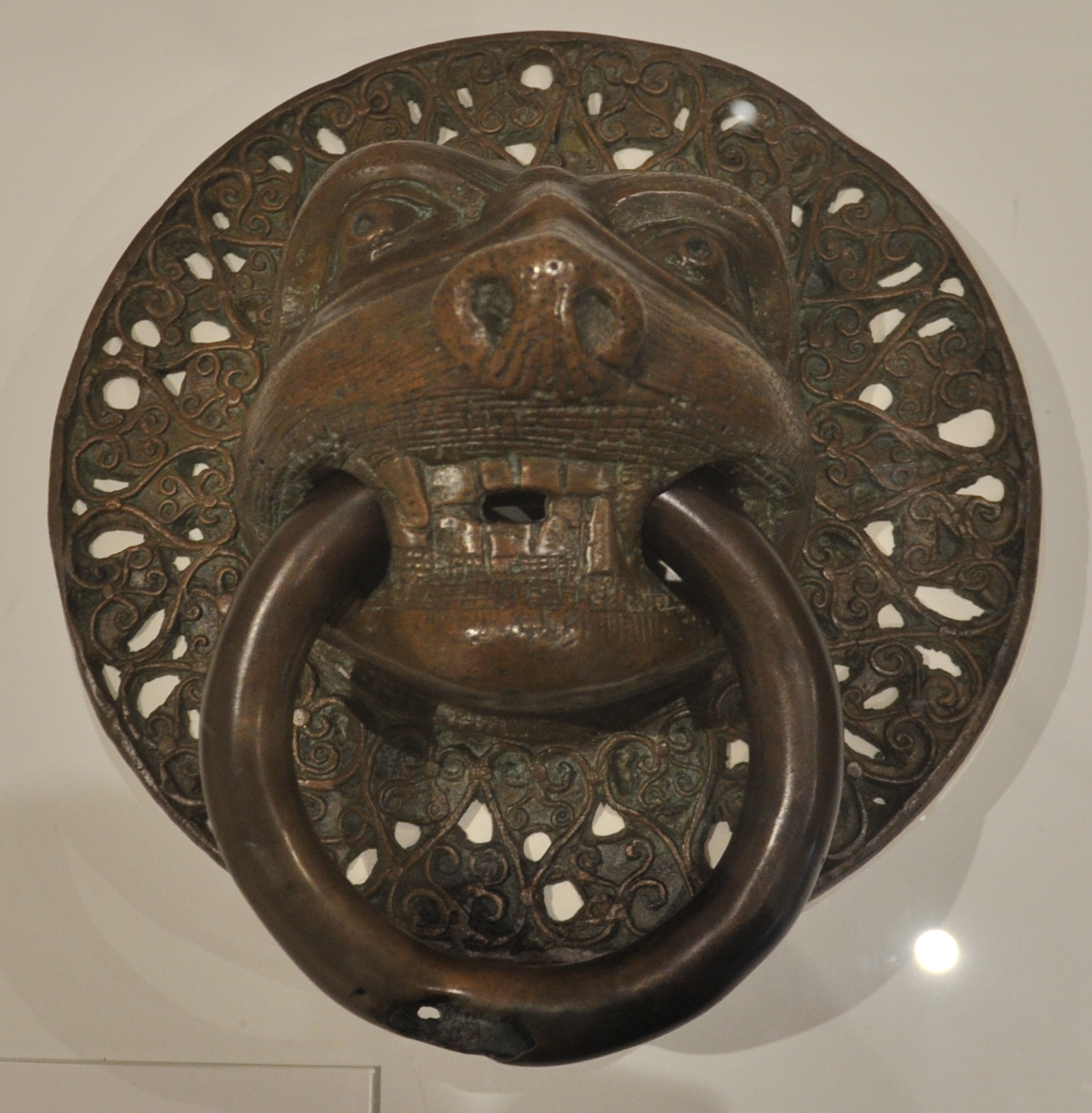
Detail – Ausstellungsstück Türring im vorarlberg museum, ehemals am Hauptportal der Kirche in Andelsbuch

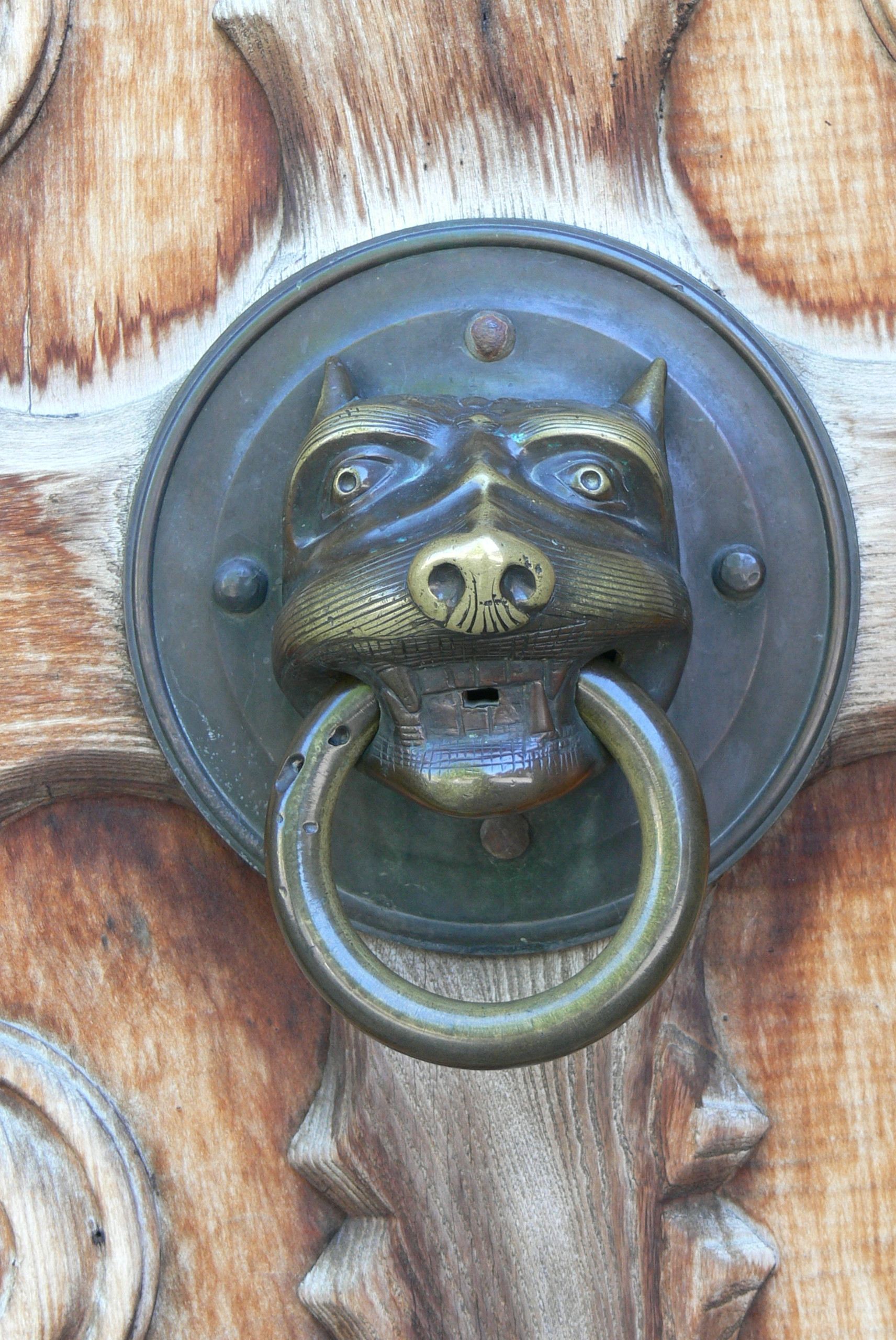
Nachbildung des Andelsbucher Türringes am Portal der Pfarrkirche

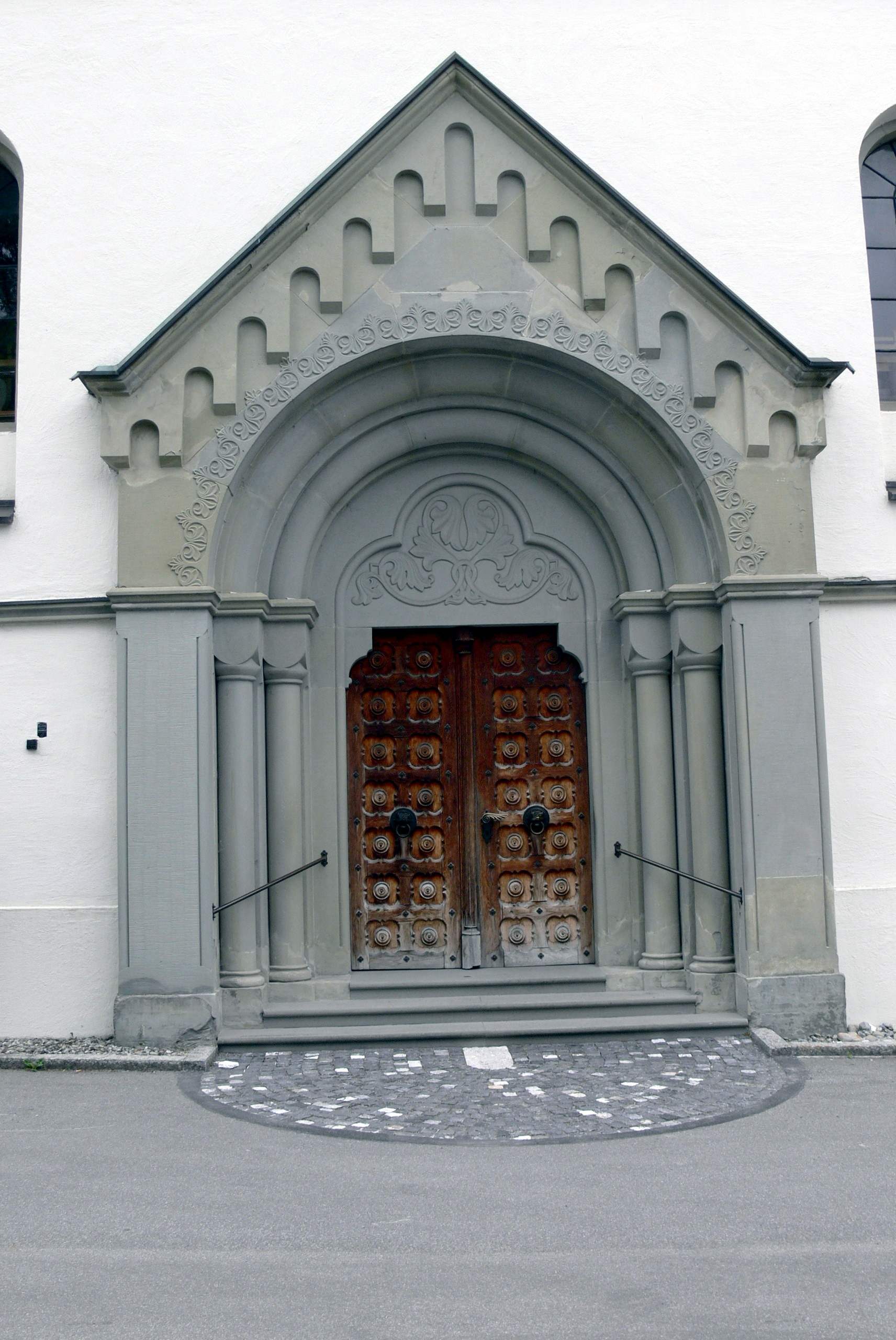
Neoromanisches Hauptportal der Pfarrkirche St. Peter und Paul in Andelsbuch

Der Andelsbucher Türring (auch Türzieher) stammt vermutlich aus dem Ende des 12. Jahrhunderts und ist das einzige bekannte romanische Kunstwerk des Bregenzerwaldes. Er besteht aus gegossener Bronze, hat einen Durchmesser von 21,5 cm und ist 11 cm hoch. Es sind drei deutlich voneinander abgesetzte Teile zu unterscheiden:
- eine Grundplatte mit Ornament
- ein ausdrucksvoller Löwenkopf und
- der eigentliche Ring.

Das Original des Türrings befindet sich heute im vorarlberg museum in Bregenz.

## Herkunft, Form und Anbringung
Die Herkunft bzw. der Hersteller des Andelsbucher Türrings ist nicht bekannt. Als gesichert gilt lediglich, dass er nicht im Bregenzerwald gefertigt wurde, da dort die entsprechende Technik zur damaligen Zeit nicht vorhanden war.
Der Andelsbucher Türring zeigt in der vorliegenden Form ein häufiges Motiv der mittelalterlichen Türzieher: ein kräftiges Relief eines plastisch vortretenden Löwenkopfs mit einem schweren, beweglich hängenden Ring im Maul und einer runden Grundplatte.
Wie bei anderen ähnlichen Objekten im Mittelalter üblich, war der Anbringungsort die Mitte der Außenseite der Kirchentürflügel und das Material Bronze. Der Ring diente, da keine Aufschlagfläche bekannt bzw. vorhanden ist, vermutlich nicht als Türklopfer.
Ähnliche Türringe/Türzieher finden sich z. B. in Alpirsbach, Le Puy-en-Velay oder in Klosterreichenbach.

## Praktische, symbolische und rechtliche Bedeutung
Wie andere Türringe/Türzieher hatte auch der Andelsbucher Türring drei Funktionen in sich vereint:
- funktioneller Gebrauchszweck als Türzieher,
- symbolische Funktion in der christlichen Mythologie (siehe auch: Löwe als Wappentier),
- rechtliche Funktionen.

Die rechtliche Bedeutung des Türringes von Andelsbuch ist quellenmäßig nicht sicher belegt. Andelsbuch war im Mittelalter bis zur Neuzeit ein politisch und rechtlich zentraler Ort im Bregenzerwald und es war dort zeitweise auch ein Nieder- und Hochgericht vorhanden (siehe zum politischen Zentrum auch: Bezegg-Sul). In verschiedenen regionalen Literaturstellen wird als rechtliche Funktion des Türringes die
- Bekräftigung des Eigentumsüberganges (traditio per anulum) und
- die Erlangung von kirchlichem Asylrecht durch das Berühren des Türringes

genannt. Im Hinblick auf eine rechtliche Funktion zur
- Bekräftigung eines Schwurs

durch das Berühren des Türringes wird dies in der regionalen Überlieferung hingegen nicht durchwegs genannt. Ebenfalls der regionalen Überlieferung nach musste ein im Bregenzerwald von der weltlichen Macht oder einer anderen Person Verfolgter entweder die Kirche betreten oder, wenn diese verschlossen war, den Türring ergreifen, um kirchliches Asyl zu erlangen.